# قطعنامه ۶۳۷ شورای امنیت
قطعنامه ۶۳۷ شورای امنیت سازمان ملل متحد که در تاریخ ۲۷ ژوئیه ۱۹۸۹ تصویب شد، سندی بین‌المللی دربارهٔ آمریکای مرکزی است. این قطعنامه طی نشست ۲۸۷۱ام با ۱۵ رای موافق، ۰ مخالف و ۰ ممتنع تصویب شد.